# غزالي المدلل
غزالي المدلل (بالإنجليزية: Baby Reindeer) هو مسلسل تلفزيوني قصير بريطاني يجمع بين الإثارة والكوميديا السوداء، من تأليف وبطولة ريتشارد جاد، الذي اقتبس القصة من عرضه الفردي الذي يتناول سيرته الذاتية. المسلسل من إخراج فيرونيكا توفيلسكا وجوزفين بورنبوش، ويشارك في بطولته كل من جيسيكا جانينج، نافي ماو، وتوم جودمان هيل.
تم إصدار مسلسل على منصة نتفليكس في 11 أبريل 2024، وحقق نسبة مشاهدة قوية وتلقى استحسان النقاد. المسلسل تم ترشيحه لـ 11 جائزة الإيمي برايم تايم، حيث فاز بستة منها، بما في ذلك: أفضل مسلسل قصير أو مختارات، أفضل كتابة لريتشارد جاد، وأفضل ممثل رئيسي لجاد، بالإضافة إلى أفضل ممثلة مساعدة لجيسيكا جانينج.

## قصة المسلسل
تدور أحداث حول الكوميدي الطموح داني دن، الذي يعمل خادمًا في حانة بلندن. تبدأ القصة عندما يقدم فنجانًا من الشاي لزبونة تدعى مارثا، حيث يحاول إدخال بعض البهجة إلى حياتها. تنشأ علاقة معقدة بين داني ومارثا، إذ تبدأ هي بمطاردته شخصيًا وعبر الإنترنت.
تعود القصة أيضًا إلى ماضي داني، حيث كان يتلقى التوجيه من كاتب التلفزيون داريين أوكونور، الذي استغل ثقتهم وقام بتزويده بالمخدرات. وخلال فترات فقدان الوعي بسبب المخدرات، تعرض داني للاعتداء الجنسي من قبل داريين. بعد فترة من الزمن، يقرر داني قطع علاقته مع داريين والابتعاد عن تلك الأوقات العصيبة.
في الوقت الحاضر، يواجه داني تحديات جديدة حيث يبلغ الشرطة عن مارثا بتهمة المطاردة والعنف وتهديد والديه، مما يؤدي إلى اعتقالها وقضاء تسعة أشهر في السجن. بعد ذلك، يلتقي داني بداريين مرة أخرى، الذي يقترح عليه تجديد تعاونهما، وهو ما يوافق عليه داني رغم تردد كبير.
المسلسل يستكشف موضوعات مثل الاستغلال، الشفاء، والتحديات التي تواجه الأشخاص الذين يحاولون المضي قدمًا في حياتهم بعد تجارب صعبة.

## وصلات خارجية
- غزالي المدلل على موقع IMDb (الإنجليزية)
- غزالي المدلل على موقع ميتاكريتيك (الإنجليزية)
- غزالي المدلل على موقع روتن توميتوز (الإنجليزية)
- غزالي المدلل على موقع نتفليكس (الإنجليزية)
- غزالي المدلل على موقع فيلمافينيتي (الإسبانية)
- غزالي المدلل على موقع ليتربوكسد (الإنجليزية)
- غزالي المدلل على موقع ألو سيني (الفرنسية)
- غزالي المدلل على موقع قاعدة بيانات الفيلم (الإنجليزية)